# روبرتو باجو
روبرتو باجو (بالإيطالية: Roberto Baggio)؛ (مواليد 18 فبراير 1967 في كالدونيو بمقاطعة فيشنزا) هو لاعب كرة قدم إيطالي سابق، يصنف على أنه أحد أفضل لاعبي بلاده على الإطلاق، ويُعَد من أفضل اللاعبين في العالم في التسعينيات. حصل عام 1993 على جائزة أفضل لاعب في أوروبا (الكرة الذهبية)، وعلى جائزة أفضل لاعب في العالم، واختِير باجيو في فريق الأحلام الذي ضم أفضل 11 لاعبًا في القرن السابق الذي عرضه موقع الفيفا. وصُنِّف باجيو في المركز الـ 16 حسب تصنيف موقع World Soccer الذي اختار أفضل 100 لاعب في القرن السابق، وهو أول إيطالي في هذا التصنيف.

## مسيرته
بدأ باجيو مسيرته في عالم كرة القدم في عام 1981 عندما انضم إلى نادي فيتشينزا حيث لعب لهم منذ عام 1981 وحتى عام 1985، وشارك في 36 مباراة وسجل فيها 13 هدفاً. في عام 1985 انتقل باجيو إلى نادي فيورنتينا، ولعب له حتى عام 1990، وشارك في 94 مباراة وسجل فيها 39 هدفا وفي تصريح لباجيو قال ان نادي فيورتينا هو النادي الذي ارتاح في اللعب فيه أكثر من باقي الاندية، وفي عام 1990 انتقل روبيرتو باجيو إلى يوفنتوس بمبلغ وقدره 19 مليون دولار أمريكي، وهو مبلغ ضخم ورقم قياسي في ذلك الوقت، واستطاع أن يلعب مع اليوفي 141 مباراة مسجلا فيها 78 هدفا.
في موسم 1995–96 انتقل باجيو لنادي إيه سي ميلان، حيث فاز معهم بلقب الدوري الإيطالي ليصبح أول لاعب في تاريخ الدوري يفوز بلقب الدوري مرتين متتاليتين مع فريقين مختلفين، واستطاع أن يلعب معهم 51 مباراة وسجل فيها 12 هدفا، وفي عام 1997 انتقل باجيو إلى نادي بولونيا لكي يستطيع المشاركة في كأس العالم لكرة القدم 1998، وبعد أن سجل 22 هدف في 30 مباراة استطاع أن يحجز له مكان بدلا من المهاجم الشاب ألساندرو دل بييرو.
انتقل باجيو بعد كأس العالم إلى نادي إنتر ميلان، ولكنه لم يشارك كثيرا بسبب مشاكل مع مدرب الفريق آنذاك مارتشيلو ليبي، حيث لعب 41 مباراة وسجل فيها 9 أهداف فقط، مما أدى إلى خسارته لمكانه في منتخب إيطاليا لكرة القدم حيث لم يتم استدعائه إلى صفوف المنتخب في بطولة أمم أوروبا 2000، وفي عام 2000 انتقل إلى نادي بريشا، واستطاع أن يلعب معهم 95 مباراة وسجل خلالها 43 هدف.
وبعد أن اعتزل كرة القدم في عام 2004 أصبح خامس أفضل هداف في تاريخ الدوري الإيطالي بعد كل من سيلفيو بيولا وغونار نوردال وجوزيبي مياتسا وخوسيه ألتافيني. ولعب روبرتو باجيو مع منتخب إيطاليا لكرة القدم في ثلاث نهائيات لكأس العالم وسجل خلالها مجموع 9 اهداف حيث أنه يصنف باللاعب الإيطالي الأكثر تسجيلاً في كأس العالم وكانت أفضل مشاركة له في كأس العالم 1994، عندما قاد إيطاليا إلى الوصول للمباراة النهائية أمام منتخب البرازيل لكرة القدم، ولكن منتخب إيطاليا لكرة القدم خسر المباراة بعد أن أضاع روبيرتو باجو ركلة الجزاء الأخيرة، بعد أن أطاح بها عاليا، وكان باجو قد لعب 56 مباراة دولية وسجل فيها 27 هدف، ويذكر انه لم يشارك في بطولة أوروبا للأمم عام 1996 التي خرج فيها الأزورى من الدور التمهيدى. يذكر أن باجيو هو رابع أفضل هداف في تاريخ المنتخب. واعتزل روبرتو باجيو اللعب دوليا في عام 2004 بعد أن اجربت مباراة تكريمه ضد المنتخب الإسباني في مدينة جنوا ويعتبر باجيو أفضل لاعب في تاريخ إيطاليا على الإطلاق.

### حزن وجرح لايدمل
1994 الموسم الذي شهد أروع وأفضل سنة في تاريخ باجيو حيث قاد منتخب بلاده إيطاليا إلى نهائي كأس العالم بعد مستويات لايقدمها إلا الأساطير أذهل بها المتابعين، التقى المنتخب الإيطالي على النهائي المنتخب البرازيلي وكان باجيو يكتب سطور أحلامه على الواقع فلاشيء يساوي الحصول على كاس العالم للاعب كرة قدم، كانت المباراة تشهد حضور نجمي البطولة باجيو الإيطالي وروماريو البرازيلي وكان هناك حرب دائرة من سيكون نجم البطولة باجيو أم روماريو لكن المباراة لم ترتقِ إلى المستوى المتوقع فكان الحذر هو السمة المسيطرة وصلت المباراة إلى ركلات الترجيح، واختير باجيو ليسدد الركلة الأخيرة وكان الأمل يحدوه أن يكون سببا في الحصول على كأس العالم بلمسته الأخيرة ولكن أضاع كل من باريزي وماسارو الركلتين الأولى والرابعة على الترتيب وسجل البقية بمن فيهم لاعبو البرازيل فكانت الركلة الأخيرة ستنفذ بقدم باجيو والأمل أن يبقي الإيطاليون في المنافسة لركلة إضافية ولكن باجيو تقدم بضغط نفسي كبير وسدد الكرة بعلو تجاوز المرمى معلنا خسارة منتخب إيطاليا ونهاية الحلم ليشهد العالم أجمع بكاء باجيو وضياع ماحارب في البطولة من أجله.

## أرقامه وإنجازاته

### باجيو وكأس العالم
- شارك في 16 مباراة في ثلاث بطولات
- سجل 9 أهداف في ثلاث بطولات
- شارك في عام 90 وسجل 2 أهداف
- شارك في عام 94 وسجل 5 أهداف
- شارك في عام 98 وسجل 2 أهداف

### سجله الذهبي
- أفضل لاعب في العالم عام 93
- أفضل لاعب في أوروبا عام 93
- أفضل خامس هداف في تاريخ الدوري الإيطالي
- اللاعب الإيطالي الوحيد الذي يسجل في ثلاث نهائيات كأس عالم
- أفضل رابع هداف في تاريخ المنتخب الإيطالي

### أهدافه في كاس العالم
| نيجيريا              | 1 – 2 (وقت إضافي) | إيطاليا                          |
| -------------------- | ----------------- | -------------------------------- |
| إيمانويل أمونيكي 25' | (تقرير)           | روبرتو باجو 88' 100' (ضربة جزاء) |

| إيطاليا                          | 2 – 1   | إسبانيا                 |
| -------------------------------- | ------- | ----------------------- |
| دينو باجيو 25' · روبرتو باجو 87' | (تقرير) | خوسيه لويس كامينيرو 58' |

| إيطاليا             | 2 – 1   | بلغاريا                          |
| ------------------- | ------- | -------------------------------- |
| روبرتو باجو 20' 25' | (تقرير) | خريستو ستويتشكوف 44' (ضربة جزاء) |

## حياته الشخصية
روبيرتو هو الأخ السادس من بين 8 أخوة لأبويه فيوريندو باجيو (Florindo Baggio) وماتيلدي ريثوتو (Matilde Rizzotto)، ترتيبهم من الأكبر إلى إلى الأصغر كالآتي: جانا، والتر، كارلا، جورجو، أنا ماريا، روبرتو، ناديا، وآيدي. تزوج روبرتو باجيو في سن مبكر من زوجته أندرينا، وأنجب منها بنتا وابنين، وهم: فالينتينا ولدت عام 90، ماتيا ولد عام 94، وليوناردو ولد عام 2005. ويذكر أن باجيو اعتنق البوذية في سنوات الثمانينات وذلك عندما كان يلعب في صفوف نادي فيورنتينا بعد أن ولد لأسرة مسيحية كاثوليكية.

## روابط خارجية
- روبرتو باجو على موقع IMDb (الإنجليزية)
- روبرتو باجو على موقع الموسوعة البريطانية (الإنجليزية)
- روبرتو باجو على موقع إن إن دي بي (الإنجليزية)
- روبرتو باجو على موقع قاعدة بيانات الفيلم (الإنجليزية)
- روبرتو باجو على موقع الاتحاد الدولي (مؤرشف)  (الإنجليزية)
- روبرتو باجو على موقع قاعدة بيانات كرة القدم.إي يو (الإنجليزية)
- روبرتو باجو على موقع ليكيب (الفرنسية)
- روبرتو باجو على موقع ناشيونال فوتبول تيمز (الإنجليزية)
- روبرتو باجو على موقع Soccerbase.com (لاعب) (الإنجليزية)
- روبرتو باجو على موقع عالم كرة القدم.نت (الإنجليزية)